# Labienus kjellanderi
Labienus kjellanderi is een keversoort uit de familie Passalidae. De wetenschappelijke naam van de soort is voor het eerst geldig gepubliceerd in 1967 door Endrodi.